# Encausse
Encausse é uma comuna francesa na região administrativa de Occitânia, no departamento de Gers. Estende-se por uma área de 15,65 km². Em 2010 a comuna tinha 435 habitantes (densidade: 27,8 hab./km²).